# Xã New Home, Quận Bates, Missouri
Xã New Home (tiếng Anh: New Home Township) là một xã thuộc quận Bates, tiểu bang Missouri, Hoa Kỳ. Năm 2010, dân số của xã này là 245 người.